# Mimicry (album)
Mimicry is een album van de Belgische punkgroep Red Zebra uit 1997. De plaat verscheen bij TA2 Records.

## Nummers
1. Mimicry
2. John Wayne
3. Don't ease my pain
4. Apollo 451
5. Kill Me before I Kill Again
6. Infinity
7. Pony girl punishment
8. Hand 'em over
9. Sanitized for your protection
10. Iceman
11. First Day Out
12. Call me up

## Meewerkende artiesten
Producer: 
- Staf Verbeeck

Muzikanten:
- Dett Peyskens (zang)
- Dirk Van Hoof (sampler)
- Geert Maertens (gitaar)
- Jan Kuijken (cello)
- Johan Isselée (drums)
- Jurgen Surinx (basgitaar, percussie)
- Nicolas Delfosse (elektrische gitaar)
- Peter Slabbynck (zang)
- Pieter Vreede (basgitaar)